# إديث باتلر
إديث باتلر هي مغنية كندية، ولدت في 27 يوليو 1942 في باكوتفيل في كندا.

## وصلات خارجية
- الموقع الرسمي
- إديث باتلر على موقع ميوزك برينز (الإنجليزية)
- إديث باتلر على موقع أول ميوزيك (الإنجليزية)
- إديث باتلر على موقع ديسكوغز (الإنجليزية)